# Campionato mondiale di scherma 1959
Il Campionato mondiale di scherma del 1959 si è svolto a Budapest, in Ungheria. Le competizioni sono iniziate il 12 luglio e sono terminate il 25 luglio 1959.
Sono stati assegnati 2 titoli femminili e 6 titoli maschili:
- femminile
  - fioretto individuale
  - fioretto a squadre
- maschile
  - fioretto individuale
  - fioretto a squadre
  - sciabola individuale
  - sciabola a squadre
  - spada individuale
  - spada a squadre

## Risultati

### Uomini
| Evento                          | Oro | Argento                                                                                                 | Bronzo                                                                                          |
| Spada                           | | |                                                                                                 |
| Spada individuale (dettagli)    | Bruno Habārovs                                                                                            | Allan Jay                                                                                               | Giuseppe Delfino                                                                                |
| Spada a squadre (dettagli)      | Ungheria Árpád Bárány Tamás Gábor István Kausz József Sákovics                                            | Unione Sovietica Arnol'd Černuševič Valēntin Čēṙnikov Bruno Habārovs Vitalij Chodosovskij Guram Kostava | Francia Claude Bourquard Claude Brodin Jacques Guittet Gérard Lefranc René Queyroux             |
| Fioretto                        | | |                                                                                                 |
| Fioretto individuale (dettagli) | Allan Jay                                                                                                 | Claude Netter                                                                                           | Mark Midler                                                                                     |
| Fioretto a squadre (dettagli)   | Unione Sovietica Mark Midler Jurij Rudov Jurij Sisikin German Svešnikov Viktor Ždanovič                   | Germania Ovest Jürgen Brecht Timothäus Gerresheim Dieter Schmitt Jürgen Theuerkauff Manfred Urschel     | Ungheria Ferenc Czvikovszky Mihály Fülöp József Gyuricza Jenő Kamuti Kázmér Pacséri Csaba Pap   |
| Sciabola                        | | |                                                                                                 |
| Sciabola individuale (dettagli) | Rudolf Kárpáti                                                                                            | Tamás Mendelényi                                                                                        | Jerzy Pawłowski                                                                                 |
| Sciabola a squadre (dettagli)   | Polonia Emil Ochyra Jerzy Pawłowski Andrzej Piątkowski Włodzimierz Wójcicki Wojciech Zabłocki Ryszard Zub | Ungheria Gábor Delneky Aladár Gerevich Zoltán Horváth Rudolf Kárpáti Tamás Mendelényi József Szerencsés | Unione Sovietica Jevhen Čerepovs'kyj Lev Kuznecov Umjar Mavlichanov Jakov Ryl'skij David Tyšler |

### Donne
| Evento                          | Oro | Argento | Bronzo                                                                             |
| Fioretto                        | | |                                                                                    |
| Fioretto individuale (dettagli) | Ėmma Efimova | Galina Gorochova                                                                                                   | Tat'jana Petrenko-Samusenko                                                        |
| Fioretto a squadre (dettagli)   | Ungheria Katalin Juhász-Nagy Magdolna Nyári-Kovács Ildikó Rejtő Lídia Dömölky-Sákovics Györgyi Marvalics-Székely | Unione Sovietica Galina Gorochova Ėmma Efimova Tat'jana Petrenko-Samusenko Valentina Prudskova Aleksandra Zabelina | Germania Ovest Helmi Höhle Helga Volz-Mees Heidi Schmid Rosemarie Weiß-Scherberger |

## Medagliere
| Posizione | Nazione          |   |   |   | Totale |
| --------- | ---------------- | - | - | - | ------ |
| 1         | Unione Sovietica | 3 | 3 | 3 | 9      |
| 2         | Ungheria         | 3 | 2 | 1 | 6      |
| 3         | Regno Unito      | 1 | 1 | 0 | 2      |
| 4         | Polonia          | 1 | 0 | 1 | 2      |
| 5         | Francia          | 0 | 1 | 1 | 2      |
| 5         | Germania Ovest   | 0 | 1 | 1 | 2      |
| 7         | Italia           | 0 | 0 | 1 | 1      |
| Totale    | Totale           | 8 | 8 | 8 | 24     |